# Пищалкино (посёлок)
Пищалкино — посёлок в Сонковском районе Тверской области России, административный центр Пищалкинского сельского поселения. 

## География
Посёлок находится на в 14 км на северо-восток от районного центра Сонково, на западе примыкает к посёлку Октябрь Некоузского района Ярославской области. Железнодорожная станция Пищалкино на линии Бологое — Сонково — Рыбинск. Наименование по названию деревни Пищалкино, расположенной южнее.

## История
Возник как посёлок при ж/д станции в конце XIX века, входил в состав Литвиновской волости Кашинского уезда Тверской губернии. 
С 1929 года посёлок входил в состав Задорского сельсовета Сонковского района Бежецкого округа Московской области, с 1935 года — в составе Калининской области, с 1994 года — центр Пищалкинского сельского округа, с 2005 года — центр Пищалкинского сельского поселения.

## Население
| 1997 | 2002 | 2010 |
| ---- | ---- | ---- |
| 127  | ↘115 | ↘25  |